# Ždeglovo
Ždeglovo (izvirno srbsko Ждеглово) je naselje v Srbiji, ki upravno spada pod Občino Lebane; slednja pa je del Jablaniškega upravnega okraja.

## Demografija
V naselju, katerega izvirno (srbsko-cirilično) ime je Ждеглово, živi 538 polnoletnih prebivalcev, pri čemer je njihova povprečna starost 37,3 let (37,4 pri moških in 37,1 pri ženskah). Naselje ima 154 gospodinjstev, pri čemer je povprečno število članov na gospodinjstvo 4,51.
To naselje je, glede na rezultate popisa iz leta 2002, večinoma srbsko, a v času zadnjih 3 popisov je opazen porast števila prebivalcev.
|  |

| Demografija | Demografija     | Demografija     |
| Leto        | Št. prebivalcev | Št. prebivalcev |
| ----------- | --------------- | --------------- |
|             |                 |                 |
|             |                 |                 |
|             |                 |                 |
|             |                 |                 |
| 1948        | 408             |                 |
| 1953        | 504             |                 |
| 1961        | 509             |                 |
| 1971        | 515             |                 |
| 1981        | 580             |                 |
| 1991        | 604             | 597             |
| 2002        | 704             | 695             |
|             |                 |                 |

| Etnična sestava po popisu iz leta 2002 | Etnična sestava po popisu iz leta 2002 | Etnična sestava po popisu iz leta 2002 | Etnična sestava po popisu iz leta 2002 | Etnična sestava po popisu iz leta 2002 |
| -------------------------------------- | -------------------------------------- | -------------------------------------- | -------------------------------------- | -------------------------------------- |
| Srbi                                   | Srbi                                   |                                        | 524                                    | 75,39%                                 |
| Romi                                   | Romi                                   |                                        | 98                                     | 14,10%                                 |
| Neznano                                | Neznano                                |                                        | 1                                      | 0,14%                                  |